# Јапанска лака крстарица Џинцу
Џинцу (погрешно Ђинцу) била је јапанска лака крстарица класе Сендај названа по истоименој реци која протиче кроз централни Јапан.

## Позадина
Џинцу је други од три брода лаких крстарица класе Сендај и као и остали бродови ове класе, она је требало да служи као заставни брод флотиле разарача.

## Служба

### Ранији период
Крстарица Џинцу је грађена у кавасакијевом бродоградилишту у Кобеу, и завршена је 21. јула 1925. године. Током ноћне школске вежбе 24. августа 1927. године, непажњом удара и потапа разарач Вараби и одлазу ка Маизуру ради веће оправке.
У 1928. години, Џинцу се придружује заштити искрцавања јапанских трупа у провинцији Шандунг током Јинанског инцидента, и касније базира код луке Ћингдао.
Од 1929. до 1941. године, Џинцу је ангажована у патролирању дуж кинеске обале и покрива искрцавање јапанских снага у Кини од 1937. године па надаље, након почетка Другог јапанско-кинеског рата.

### Рана фаза Пацифичког рата
Од 26. новембра 1941. године, Џинцу служи као заставни брод 2. флотиле разарача под командом контраадмирала Танаке, из састава снага за освајање Филипина, јужних снага, јапанске треће флоте. У време напада на Перл Харбор, Џинцу је ангажована у инвазији на јужне Филипине, пратећи транспортне 16. пешадијске дивизије и 1. Куре специјалне десантне јединице из истурене базе на острву Палау ка острву Јоло, граду Легаспи и региону Давао на острву Минданао. Након што су Филипини скоро потпуно пали у руке Јапанаца, крајем децембра, Џинцу је додељена источним снагама, у саставу снага за освајање Холандске источне Индије, заједно са 15. и 16. дивизијом разарача.

### Битка у Јаванском мору
Дана, 9. јануара 1942. године, Џинцу напуста Давао ради инвазије на Целебес, пратећи транспорте 1. Сасебо специјалне деснтне јединице. Дана, 17. јануара, један извиђачки хидроавион Каваниши Е7К који је лансиран са крстарице Џинцу, обара холандски лаки бомбардер Локид Хадсон у близини града Менади, али је и сам оборен пре него што је могао да се врати. Почетком фебруара, Џинцу је додељена снагама за инвазију на острво Амбон, холандски и португалски Тимор и јужни део Јаве.
Џинцу, 27. фебруара 1942. године учествује у бици у Јаванском мору. Она и њене две дивизије разарача: 7. дивизија (Ушио, Сазанами, Јамаказе, и Каваказе) и 16. дивизија (Јукиказе, Токицуказе, Амацуказе и Хацуказе) су се придружиле крстарицама Начи, Хагуро и Нака.
У 15:47 сати, Џинцу са својим дивизијама разарача (плус разарач Иназума) уводи у битку савезничку ударну групу која је била под командом холандског контраадмирала Дормана и чинили су је: холандске лаке крстарице Де Ројтер и Јава, аустралијска лака крстарица Перт, британска тешка крстарица Ексетер, америчка тешка крстарица Хјустон и разарачи Електра, Јупитер, Инкант, Кортенер, Вит де Вит и стари амерички разарачи Алден, Џон Д. Едвардс, Џон Д. Форд и Пол Џонс.
Хидроавиони лансирани са крстарице Џинцу, Нака и Начи уочавају позиције Дорманових бродова и помажу јапанским артиљерцима у нишањењу. У 17:27 сати, Џинцу лансира осам торпеда 610 mm према савезничким бродовима. У исто време и јапански разарачи лансирају своја торпеда. Укупно је лансирано 72 торпеда, међутим ниједно није погодило циљ, и савезничка флота је касније била потопљена од других јапанских површинских јединица, Џинцу је помогла у потапању разарача Електра.
Џинцу се враћа у Јапан марта месеца ради преправке и ремонта. Док се налазила у бази Куре, амерички пуковник Дулитл врши ваздушни препад на Јапан. Крстарица Џинцу је била један од многих бродова који су послати у неуспешну потеру за америчким носачем авиона, са ког су узлетели Дулитлови авиони.
У мају, Џинцу је послата ка Саипану где се придружила Мидвејским инвазионим снагама, пратећи транспортне брододве и танкере. Током битке за Мидвеј, 3. јуна 1942. године, конвој је нападнут од девет бомбардера Боинг Б-17 Летећа тврђава. Касније, конвој је нападнут од патролног хидроавиона Каталина. Један танкер је погођен током ових напада, док се Џинцу неоштећена вратила на атол Трук, а затим у Јапан.
У јулу, након реорганизације јапанске ратне морнарице, Џинцу је придодата новоформираној 8. флоти под командом вицеадмирала Микаве. Након америчког искрцавања на Гвадалканал у августу 1942. године, Џинцу је послата ка Соломоновим острвима.

### Соломонова острва
Дана, 16. августа 1942. године, Џинцу напушта Трук као заставни брод већег појачања за Гвадалканал. Дана, 20. августа, трупе су искрцане, али лако наоружани јапански војници су уништени у јуришу на Гвадалканалски аеродром „Хендерсеново поље“. Контраадмирал Раизо Танака добијајући заповест из главног штаба 11. ваздушне флоте вицеадмирала Цукахаре окреће свој конвој и одлази на север, избегавајући америчку оперативну ескадру. Недуго затим, он добија другу заповест од главног штаба 8. флоте вицеадмирала Микаве, који му наређује да промени курс ка западу-југозападу. Танака, суочен са противречним наређењима од старијег официра у тој обласати и његовог претпостављеног, био је још осујећен због лошег радио пријема који га спречевао да контактира један или други главни штаб.
У међувремену, 20 америчких палубних авиона са носача авиона Лонг Ајленд приспева као појачање америчкој одбрани Гвадалканала. Као одговор, адмирал Исороку Јамамото наређује трећој флоти вицеадмирала Нагуме, да са носачима авиона Шокаку, Зуикаку, Рјуџо, бојним крсташима Хиеј, Киришима, крстарицама Кумано, Сузуја, Чикума, Тоне, Нагара и три разарача појача адмирала Танаку на крстарици Ћинцу.
Дана, 23. августа, 200 наутичких миља северно од Гвадалканала, конвој контраадмирала Танаке је примећен. Приметио га је једног патролни хидроавион Каталина. У 8:30 сати, Танака прима депешу из главног штаба осме флоте вицеадмирала Микаве, којом му се наређује да иде на север како би избегао америчку оперативну ескадру. У 14:30 сати, Танака прима депешу из главног штаба 11. ваздушне флоте вицеадмирала Цукахаре, којом му је наређено да следећег дана искрца трупе на Гвадалканал. Танака се противи, штавише на друго конфузно наређење одговара, да он не може да испуни задатак пошто су неки од његових бродова исувише спори.
Битка код Источних Соломонових острва водила се наредна два дана. Џинцу се 24. августа састала са носачем авиона Рјуџо, који лансира два ваздушна удара на аеродром „Хендерсеново поље“. Међутим, Рјуџо је и сам био погођен бомбама са авиона са носача авиона Саратога. Укупно са четири бомбе и једним торпедом, које га је погодило у десни бок, и поплављује машинско одељење. Носач авиона Рјуџо тоне током ноћи.
Дана, 25. августа, 150 наутичких миља северно од Гвадалканала. Шест америчких обрушавајућих бомбардера Даглас SBD донтлис нападају конвој где се назалила крстарица Џинцу, потапају један транспортни брод, а један оштећују. Једна бомба погађа Џинцу, изазива пожар и продор воде у предњи магацин. Двадесет четири члана посаде гине, а адмирал Танака је био лакше рањен. Он се пребацује на разарач Кагеро, а крстарицу Џинцу шаље према Шортленду, а одатле ка атолу Трук, где се ради потребан ремонт током следећег месеца. Октобра одлази назад ка Јапану, и тад се монтирају на њој два троцевна против-авионска топа 25 mm.

### Битка код Коломбангара
Након поправке и модернизације која је завршена 9. јануара 1943. године, Џинцу постаје заставни брод 2. флотиле разарача и напушта луку Куре, одлазећи ка атолу Трук. Џинцу је одмах придружена операцији евакуације преживелих јапанских војника са Гвадалканала, коју она успешно извршава. Почетком јула, Џинцу прави неколико ескортних пловидба, пратећи пребацивање војске између острва Трук, Рои и Кваџалејн.
Дана, 13. јула 1943. године, Џинцу учествује у бици код Коломбангара. У 3:30 сати, Џинцу напушта Рабаул као заставни брод контраадмирала Изакија, са разарачима Јукиказе, Хамаказе, Југуре, Миказуки, Кијонами и разарачима-транспортерима Сацуки, Миназуки, Јунаги, Мацуказе са 1200 војника за појачање јапанске позиције на острву Коломбангар у склопу Соломонових острва. Убрзо по доласку пред острво Коломбангар, „радар“ на крстарици Џинцу открива присуство извесног броја савезничких бродова пре него је успостављен визуелни контакт.
Савезничка флота се састојала од лаких крстарица Хонолулу, Сент Луис и Лијендер као и разарачима Ралф Талбот, Маури, Гвајн, Вудворт, Бушанан, Реидфорд, Џенкинс, Николас, О'Бенон, Тејлор.
Адмирал Изаки наређује ноћни торпедни напад, и његови бродови лансирају 31. торпедо, док крстарица Џинцу осветљава савезничку флоту својим рефлекторима. Упаљени рефлектори су били фатални за њу и Џинцу је погођена са најмање 10 пројектила од 6 in (15 cm), испаљених са савезничких крстарица, која изазивају на њој пожар. Од баражне ватре гину, контраадмирал Изаки и командант брода капетан Сато. Убрзо након тога једно торпедо погађа крстарицу Џинцу у десни бок према крми, поплављујући машинско одељење.
Капетан Зењиро Шима на разарачу Јукиказе преузима команду над јапанским саставом и врши контра-напад (потопљен разарач Гвајн и оштећене крстарице Сен Луј и Лијендер). Џинцу се ломи на два дела и тоне.
Касније, јапанска подморница И-180 спашава 21. члана посаде а мањи број постају амерички заробљеници, међутим 482 члана је погинуло.
Крстарица Џинцу је избрисана из листе јапанске морнарице 10. септембра 1943. године

## Списак капетана
- Капетан Јошичика Фукушима - 21. јул 1925 — 1. децембар 1925.
- Капетан Тојонака Јамаучи - 1. децембар 1925 — 1. новембар 1926.
- Капетан Кеиџи Мизуки - 1. новембар 1926 — 1. децембар 1926.
- Капетан Ђугоро Аричи - 1. децембар 1926 — 15. новембар 1927.
- Капетан Торароку Акијама - 15. новембар 1927 — 10. децембар 1928.
- Капетан Шиниширо Мачида - 10. децембар 1928 — 30. новембар 1929.
- Капетан Хикози Тојама - 30. новембар 1929 — 1. децембар 1930.
- Капетан Харума Изава - 1. децембар 1930 — 1. децембар 1931.
- Капетан Јасутару Ивашита - 1. децембар 1931 — 15. новембар 1932.
- Капетан Масакичи Окума - 15. новембар 1932 — 15. новембар 1933.
- Капетан Козо Сузуки - 15. новембар 1933 — 15. новембар 1934.
- Капетан Кензабуро Хара - 15. новембар 1934 — 11. новембар 1935.
- Капетан Косо Абе - 11. новембар 1935 — 1. децембар 1936.
- Капетан Хириоаки Абе - 1. децембар 1936 — 1. децембар 1937.
- Капетан Раизо Танака - 1. децембар 1937 — 15. децембар 1938.
- Капетан Сукејуки Нанба - 15. децембар 1938 — 15. новембар 1939.
- Капетан Шуњи Изаки - 15. новембар 1939 — 5. децембар 1939.
- Капетан Масатоми Кимура - 5. децембар 1939 — 15. октобар 1940.
- Капетан Торазо Козаи 15. октобар 1940 — 26. децембар 1942.
- Капетан Тошио Фуџита 26. децембар 1942 — 12. март 1943.
- Капетан Торађиро Сато 12. март 1943 — 13. јул 1943.